# Platin(IV) bromide
Platin(IV) bromide là một hợp chất vô cơ bao gồm platin và brom có công thức hóa học PtBr4.
Dung dịch platin(IV) bromide và vàng(III) bromide trong nước có thể dùng để kiểm tra sự hiện diện của caesi bằng cách đặt một giọt thuốc thử và một giọt dung dịch chưa biết vào một mảnh giấy lọc. Một vết màu xám hoặc đen cho thấy kết quả dương tính; tuy nhiên, cơ chế cho phản ứng này vẫn chưa được xác định.

## Điều chế
Platin(IV) bromide có thể được điều chế bằng cách cho platin tác dụng trực tiếp với brom trong ống kín, tuy nhiên phản ứng diễn ra rất chậm:
{\displaystyle {\mathsf {Pt+2Br_{2}\ \xrightarrow {150^{o}C} \ PtBr_{4}}}}
Có thể thu được platin(IV) bromide nhanh hơn bằng cách cho acid hexabromoplatinic(IV) H2PtBr6·9H2O phản ứng với brom.

## Tính chất và cấu trúc
Platin(IV) bromide tồn tại dưới dạng tinh thể màu nâu đen, khi tan trong nước sẽ tạo ra dihydrat PtBr4·2H2O, thực tế được biểu diễn dưới dạng H2[PtBr4(OH)2]. Hợp chất khan có cấu trúc thuộc hệ tinh thể trực thoi, nhóm không gian Pbca (nhóm không gian số 61) và các thông số mạng tinh thể a = 1199 pm, b = 1365 pm và c = 633 pm.

## Hợp chất khác
PtBr4 còn tạo một số hợp chất với NH3, như PtBr4·2NH3 là tinh thể cỡ micromet màu đỏ cam tan ít trong nước, PtBr4·4NH3 là bột màu cam tan ít trong nước, PtBr4·5NH3 (cấu tạo [Pt(NH3)5Br]Br3) là chất rắn không màu hay PtBr4·6NH3·H2O là chất rắn kết tinh màu trắng, khi đun nóng đến 100 °C (212 °F; 373 K) sẽ thu được muối khan. Độ hòa tan trong nước của monohydrat là 10,38 g/100 mL ở 25 ℃.